# Ruta Estatal de Nevada 317
La Ruta Estatal de Nevada 317, y abreviada SR 317 (en inglés: Nevada State Route 317) es una carretera estatal estadounidense ubicada en el estado de Nevada. La carretera inicia en el Sur desde la Kane Springs Rd./Carp Rd- en Elgin hacia el Norte en la  US 93     en Caliente. La carretera tiene una longitud de 34,6 km (21.490 mi).

## Mantenimiento
Al igual que las autopistas interestatales, y las rutas federales y el resto de carreteras estatales, la Ruta Estatal de Nevada 317 es administrada y mantenida por el Departamento de Transporte de Nevada por sus siglas en inglés Nevada DOT.

## Cruces
La Ruta Estatal de Nevada 317 es atravesada principalmente por la .